# Герб Черкаського району
Герб Черкаського району — офіційний символ Черкаського району, затверджений 30 липня 2002 р. рішенням сесії районної ради.

## Опис
На срібному щиті з лазуровою хвилястою базою вершник зі списом у правій руці, в червоних шароварах і чоботях та лазуровій свиті, що скаче на гнідому коні з чорною гривою, хвостом і копитами та срібною вуздечкою. Щит увінчано стилізованою короною з трьох золотих колосків та обрамлено зеленими гілками сосни, прикрашеними знизу срібною стрічкою з написом чорними літерами "Черкаський район".